# Hyposidra vampyraria
Hyposidra vampyraria là một loài bướm đêm trong họ Geometridae.